# پادشاهی ایرلند
پادشاهی ایرلند (به ایرلندی:Ríoghacht Éireann) دولتی بود که از ۱۵۴۲ میلادی با اعلام هنری هشتم به عنوان شاه ایرلند تا ۱۸۰۰ میلادی در زمان اتحاد با بریتانیا و تشکیل پادشاهی متحد بریتانیای کبیر و ایرلند وجود داشت. این پادشاهی جانشین لردنشین ایرلند (۱۱۷۱–۱۵۴۲) گردید.
شاه هنری هشتم توسط حکومت‌های پروتستان اروپایی و نه دولت‌های کاتولیک، به عنوان فرمانروای ایرلند شناخته شد. اما دختر او ماری یکم در ۱۵۵۵ میلادی توسط پاپ به عنوان ملکه ایرلند به رسمیت شناخته‌شد. حیات پادشاهی ایرلند در ۱۸۰۱ میلادی هنگامی که، در اتحاد با پادشاهی بریتانیای کبیر، پادشاهی متحد بریتانیای کبیر و ایرلند را تشکیل داد، پایان یافت.

## پیشینه: لردنشین ایرلند ۱۱۹۸–۱۵۴۲
تا زمان مرگ روئدری در سال ۱۱۹۸، هنری دوم، پادشاه انگلستان به ایرلند حمله کرد و بخشی از آن را که کنترل می‌کرد به پسرش جان واگذار کرد. هنگامی که جان در سال ۱۱۷۷ به عنوان لرد ایرلند منصوب شد، تنها ده ساله بود. هنگامی که جان در سال ۱۱۹۹ به سلطنت رسید، او به عنوان لرد ایرلند باقی ماند و بدین ترتیب پادشاهی انگلستان و لرد ایرلند را به اتحاد شخصی آورد. در اواسط قرن سیزدهم، در حالی که جزیره به‌طور اسمی توسط پادشاه انگلستان اداره می‌شد، از حدود ۱۲۶۰ منطقه مؤثر کنترل شروع به عقب‌نشینی کرد. از آنجایی که خانواده‌های مختلف کامبرو-نورمن نجیب در نسل مردان از بین رفتند، اشراف گالی شروع به بازپس‌گیری سرزمین‌های از دست رفته کردند. پادشاهان متوالی انگلیسی برای جلوگیری از این جریان کار چندانی انجام ندادند، در عوض از ایرلند برای جذب افراد و تدارکات در جنگ‌های خود با پادشاهی اسکاتلند و پادشاهی فرانسه استفاده کردند.
در دهه ۱۳۹۰ لردنشین عملاً به پاله (منطقه‌ای مستحکم در اطراف شهر دوبلین) کاهش یافت و بقیه جزیره تحت کنترل خانواده‌های نجیب‌زاده مستقل گالیک-ایرلندی یا شورشی کامبرو نورمن بودند. ریچارد دوم، پادشاه انگلستان در طول سلطنت خود دو سفر به ایرلند انجام داد تا اوضاع را اصلاح کند. در نتیجه مستقیم دومین دیدار خود در سال ۱۳۹۹، او تاج و تخت خود را به هنری بولینگبروک از دست داد. این آخرین باری بود که یک پادشاه قرون وسطایی انگلستان از ایرلند دیدن کرد
در طول قرن پانزدهم، قدرت سلطنتی در ایرلند ضعیف بود، کشور تحت سلطه طوایف و سلسله‌های مختلف گیلیک (اونیل، سلسله اوبراین،  مک‌کارتی) یا منشأ کامبرو نورمن (برک، فیتز جرالد، باتلر) بود.

## پادشاهی ایرلند، ۱۵۴۲–۱۸۰۰

### ایجاد مجدد عنوان

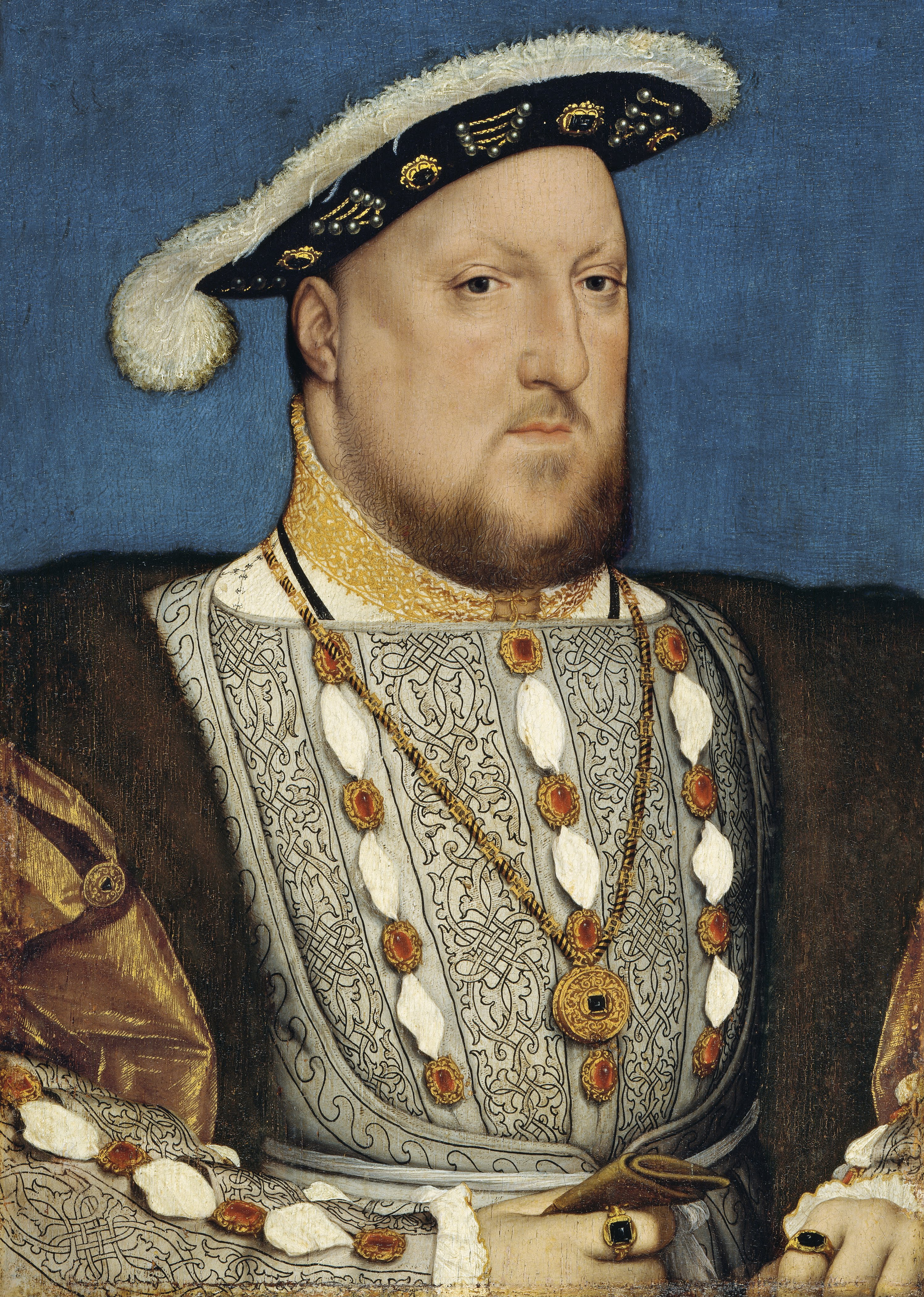
هنری هشتم در سال ۱۵۴۲ عنوان «پادشاه ایرلند» را به دست آورد.

عنوان «پادشاه ایرلند» توسط قانون پارلمان ایرلند در سال ۱۵۴۱ ایجاد شد و پادشاهی ایرلند را جایگزین لردنشین ایرلند کرد که از سال ۱۱۷۱ وجود داشت.
اولین دوک ریچموند و سامرست، پسر نامشروع هنری هشتم و لرد ستوان ایرلند، به عنوان پادشاه تازه ایجاد شده ایرلند در نظر گرفته شده بود. با این حال، مشاوران هنری هشتم می‌ترسیدند که ایجاد یک پادشاهی جداگانه ایرلند، با حاکمی غیر از انگلستان، تهدید دیگری مانند پادشاه اسکاتلند ایجاد کند. و ریچموند در سال ۱۵۳۶ درگذشت.
قانون تاج ایرلند ۱۵۴۲ یک اتحاد شخصی بین تاج‌های انگلیس و ایرلند ایجاد کرد، به این شرط که هر کسی که پادشاه انگلستان بود باید پادشاه ایرلند نیز باشد، و بنابراین اولین دارنده آن هنری هشتم بود. ششمین و آخرین همسر هنری، کاترین پار، اولین ملکه ایرلند پس از ازدواجش با پادشاه هنری در سال ۱۵۴۳ بود.
عنوان پادشاه ایرلند پس از تکفیر هنری هشتم در سال ۱۵۳۸ ایجاد شد، بنابراین توسط پادشاهان کاتولیک اروپایی به رسمیت شناخته نشد. پس از به قدرت رسیدن دختر کاتولیک‌مذهب هنری، ماری یکم در سال ۱۵۵۳ و ازدواج او با فلیپه دوم، پادشاه اسپانیا، در سال ۱۵۵۴، پاپ پل چهارم با صدور فرمان پاپی «ایلیوس» در سال ۱۵۵۵، آنها را به عنوان ملکه و پادشاه ایرلند به همراه وارثان و جانشینانش به رسمیت شناخت.
برای یک دوره کوتاه در قرن هفدهم، در طول جنگ‌های سه پادشاهی از استیضاح و اعدام چارلز یکم در سال ۱۶۴۹ تا بازسازی پادشاهی ایرلند در می ۱۶۶۰، «پادشاه ایرلند» وجود نداشت. پس از شورش ایرلندی در سال ۱۶۴۱، کاتولیک‌های ایرلندی که در ایرلند کنفدراسیون سازماندهی شده بودند، همچنان چارلز اول و بعداً چارلز دوم را به عنوان پادشاهان مشروع در مخالفت با ادعاهای پارلمان انگلیس به رسمیت شناختند و در سال ۱۶۴۸ یک معاهده رسمی با چارلز یکم امضا کردند. اما در سال ۱۶۴۹، پارلمان رامپ در جنگ‌های داخلی انگلستان پیروز شد و چارلز یکم را اعدام و انگلستان را «جمهوری انگلستان» کرد. ژنرال پارلمان الیور کرامول از دریای ایرلند عبور کرد تا سلطنت طلبان ایرلندی را در هم بکوبد، انگلستان، اسکاتلند و ایرلند را به‌طور موقت تحت یک دولت متحد کرد و خود را «لرد محافظ» از این سه دولت کرد. پس از مرگ کرامول در سال ۱۶۵۸، پسرش ریچارد به عنوان رهبر این جمهوری پان-جزایر بریتانیا ظهور کرد، اما او صلاحیت حفظ آن را نداشت. پارلمان انگلستان در وست‌مینستر به احیای سلطنت رأی داد و در سال ۱۶۶۰ شاه چارلز دوم از تبعید در فرانسه بازگشت تا پادشاه انگلستان، پادشاه اسکاتلند و پادشاه ایرلند شود.

## اتحاد با بریتانیای کبیر، ۱۷۰۷–۱۹۲۲
مصوبه‌های اتحاد پادشاهی انگلستان و اسکاتلند را در پادشاهی بریتانیای کبیر، تحت حاکمیت پادشاهی بریتانیا ادغام کرد. نتیجه این بود که به جای تاج انگلستان، یک اتحاد شخصی بین تاج ایرلند و تاج بریتانیا ایجاد شود. بعداً، از اول ژانویه ۱۸۰۱، ادغام اضافی بین دو پادشاهی صورت گرفت. طبق شرایط مصوبه‌های اتحاد ۱۸۰۰، پادشاهی ایرلند با پادشاهی بریتانیا ادغام شد و بدین ترتیب پادشاهی متحد بریتانیای کبیر و ایرلند ایجاد شد. پس از جدایی بیشتر ایرلند از آن پادشاهی در سال ۱۹۲۲، بخش‌های تشکیل‌دهنده باقی‌مانده در سال ۱۹۲۷، پنج سال پس از تأسیس دولت آزاد ایرلند به پادشاهی متحد بریتانیای کبیر و ایرلند شمالی تغییر نام دادند.

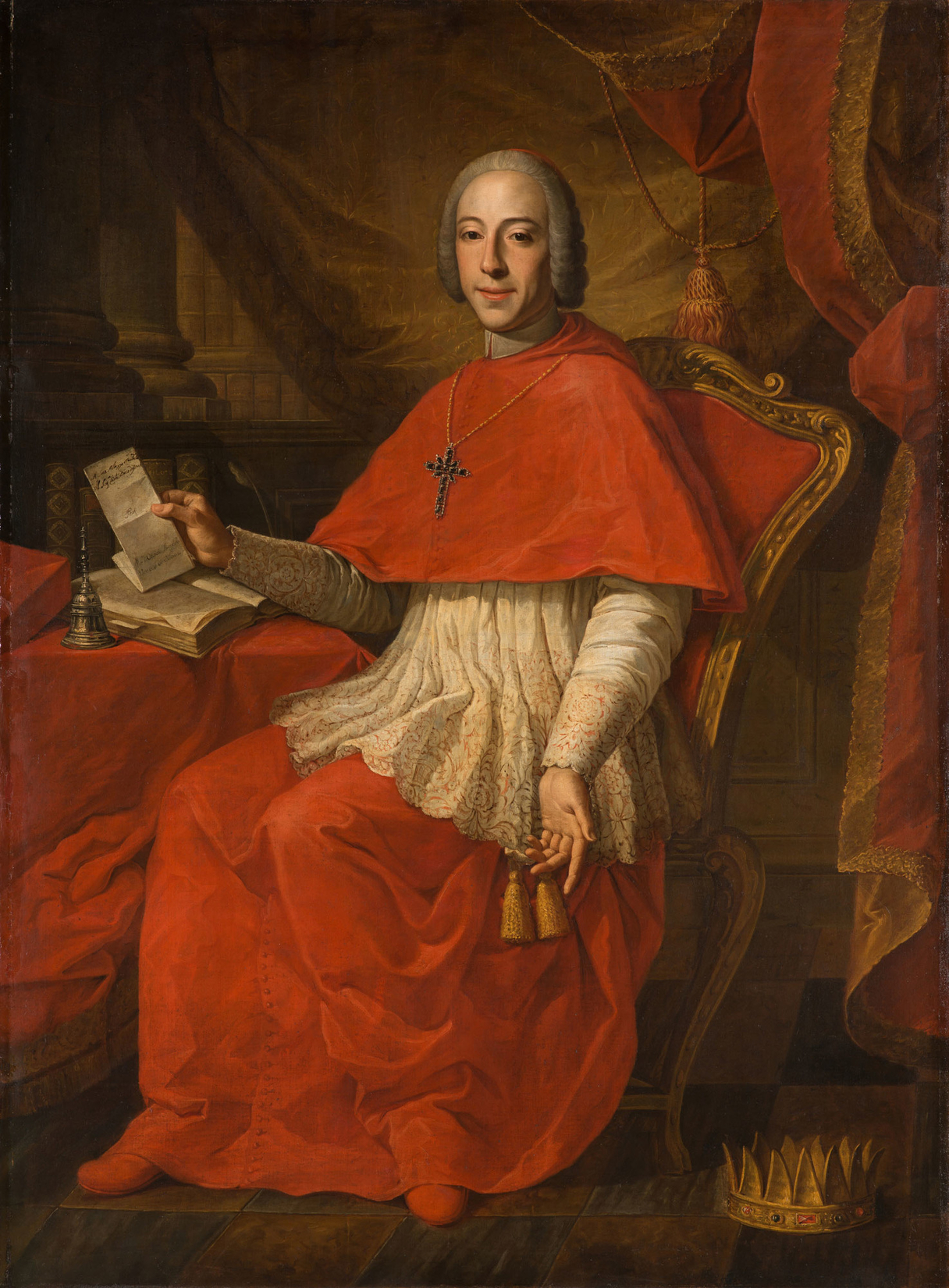
مدعی یعقوبی، هنری بندیکت استوارت، دیرکتوار در سال ۱۷۹۸ به ایرلندی‌های متحد پیشنهاد کرد که او را پادشاه ایرلند کنند، اما با مخالفت مواجه شدند. بسیاری از ایرلندی‌ها در اوایل قرن هجدهم یعقوبی بودند

در اوایل قرن هجدهم، تعداد قابل توجهی از ایرلندی‌هایی که پس از پیمان لیمریک از ایرلند گریخته بودند، به مدعیان یعقوبی استوارت به عنوان پادشاهان ایرلند وفادار ماندند (به ویژه یگان غازهای وحشی دیاسپورای نظامی در تیپ ایرلندی فرانسه، در مخالفت با دودمان هانوفر. با این حال، ایرلند میزبان تشکیلات نظامی بزرگ بود و بنابراین، برخلاف اسکاتلند، زمینه‌ای برای قیام‌های سلطنت‌طلب مشروعیت‌گرا در قرن هجدهم نبود، و در عوض به عنوان مخالفت با صعود ایرلندی‌های متحد بیشتر به جمهوری‌خواهی روی آورد. با این حال، علی‌رغم ضد روحانیت و جمهوری‌خواهی عمومی، دیرکتوار در سال ۱۷۹۸ به ایرلندی‌های متحد پیشنهاد کرد که مدعی یعقوبی، هنری بندیکت استوارت را به عنوان هنری نهم، پادشاه بازگردانند. اما با مخالفت ایرلندی‌ها مواجه شد. این به دلیل این بود که ژنرال فرانسوی ژان جوزف آمبل هامبرت نیرویی را در شهرستان مایو برای شورش ایرلندی ۱۷۹۸ پیاده کرد و متوجه شدند که مردم محلی کاملاً کاتولیک هستند (تعداد قابل توجهی از کشیش‌های ایرلندی از قیام حمایت کردند و با هامبرت ملاقات کردند، اگرچه ارتش هامبرت از کهنه سربازان مبارزات ضد روحانی در ایتالیا بود). دفتر راهنمای فرانسه امیدوار بود که این گزینه به ایجاد یک دولت مشتری باثبات فرانسوی در ایرلند اجازه دهد، با این حال، ولف تون، رهبر جمهوری‌خواه پروتستان، این پیشنهاد را به تمسخر گرفت و لغو شد.

## جدایی از بریتانیا
عنوان پادشاه در دولت آزاد ایرلند، زمانی که قلمروی خودگردان امپراتوری بریتانیا تبدیل شد و جانشین قانون اساسی آن از دسامبر ۱۹۳۶ تا آوریل ۱۹۴۹، مانند جاهای دیگر در کشورهای مشترک المنافع بریتانیا بود. اما مشخص نبود که آیا رئیس‌جمهور ایرلند رئیس دولت ایرلند (۱۹۳۶ تا ۱۹۴۹) بود یا پادشاه جورج ششم.
پس از قانون ایرلند ۱۹۴۹، تنها بخشی از ایرلند که به عنوان ایرلند شمالی شناخته می‌شود، بخشی از پادشاهی باقی ماند.

## فهرست لردهای ایرلند، ۱۱۷۷–۱۵۴۲
- جان (۱۱۷۷–۱۲۱۶)
  - اولین شخصی که لرد ایرلند ساخته شد و این سابقه را ایجاد کرد که آن لرد نیز پادشاه انگلستان خواهد بود.
- هنری سوم (۱۲۱۶–۱۲۷۲)
  - هنری سوم در سال ۱۲۵۴ ایرلند را به پسرش ادوارد یکم اعطا کرد به شرطی که هرگز از ولیعهد جدا نشود.
  - برایان اوا نیل از سال ۱۲۵۸ تا ۱۲۶۰ تا زمان شکست و مرگش در نبرد دروم دیرگ (همچنین به عنوان نبرد داون شناخته می‌شود) عنوان پادشاه عالی ایرلند را مدعی شد.
- ادوارد یکم (۱۲۷۲–۱۳۰۷)
- ادوارد دوم (۱۳۰۷–۱۳۲۷)
  - ادوارد بروس، ارل کریک، برادر رابرت بروس، پادشاه اسکاتلند، طی یک شورش نافرجام در ۱۳۱۵–۱۳۱۸، که بخشی از نبرد بزرگتر جنگ بین انگلستان و اسکاتلند را تشکیل داد، خود را پادشاه اعظم ایرلند اعلام کرد.
- ادوارد سوم (۱۳۲۷–۱۳۷۷)
- ریچارد دوم (۱۳۷۷–۱۳۹۹)
  - رابرت د ویر زمانی که دوک ایرلند در سال ۱۳۸۶ ایجاد شد، , اما در سال ۱۳۸۸ عناوین خود را از دست داد.
- هنری چهارم (۱۳۹۹–۱۴۱۳)
- هنری پنجم (۱۴۱۳–۱۴۲۲)
- هنری ششم (۱۴۲۲–۱۴۶۱)
- ادوارد چهارم (۱۴۶۱–۱۴۷۰)
- هنری ششم (۱۴۷۰–۱۴۷۱)
- ادوارد چهارم (۱۴۷۱–۱۴۸۳)
- ادوارد پنجم (۱۴۸۳)
- ریچارد سوم (۱۴۸۳–۱۴۸۵)
- هنری هفتم (۱۴۸۵–۱۵۰۹)
  - لامبرت سیمنل ادعا کرد که ادوارد پلانتاژنت، هفدهمین ارل وارویک است و در ۲۴ مه ۱۴۸۷ در کلیسای جامع مسیح، دوبلین تاجگذاری کرد. ادعای او با نبرد استوک فیلد، ۱۶ ژوئن ۱۴۸۷ به پایان رسید.
  - پرکین واربک ادعا کرد که ریچارد شروزبری، دوک یورک ("ریچارد چهارم") پسر ادوارد چهارم است و قبل از حمله ناموفق به انگلستان در سال ۱۴۹۵ از حمایت ایرلندی‌ها برخوردار شد.
- هنری هشتم (۱۵۰۹–۱۵۴۲)

عنوان لرد ایرلند توسط هنری هشتم، که با تصویب قانون تاج ایرلند ۱۵۴۲ توسط پارلمان ایرلند، پادشاه ایرلند شد، لغو شد.

## فهرست فرمانروایان ایرلند
پادشاهان بریتانیا:

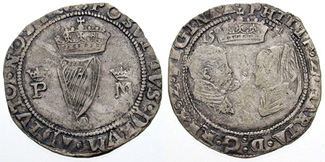
یک ایرلندی Groat که فیلیپ و ماری را نشان می‌دهد

- هنری هشتم (۱۵۰۹–۱۵۴۷); لرد ایرلند، ۱۵۰۹–۱۵۴۷؛ توسط قانون تاج ایرلند ۱۵۴۲ پادشاه شد
- ادوارد ششم (۱۵۴۷–۱۵۵۳)
- جین گری (۱۵۵۳; مورد مناقشه قرار گرفت)
- ماری یکم، ملکه انگلستان (۱۵۵۳–۱۵۵۸)
  - فلیپه دوم، پادشاه اسپانیا (۱۵۵۴–۱۵۵۸) یوره اوکساریس; عنوان پادشاه اسپانیا (شوهر ماری) به عنوان پادشاه ایرلند توسط قانون خیانت ۱۵۵۴ تقویت شد.
- الیزابت یکم (۱۵۵۸–۱۶۰۳)
- جیمز یکم (۱۶۰۳–۱۶۲۵)
- چارلز یکم (۱۶۲۵–۱۶۴۹)
  - با بروز جنگ‌های سه پادشاهی و جنگ‌های داخلی انگلستان، چارلز یکم توسط نیروهای پارلمان انگلستان دستگیر و اعدام شد. اولیور کرامول با ایجاد جمهوری انگلستان و مقام نیابت لرد، عنوان پادشاهی انگلستان، اسکاتلند و ایرلند را ملغی کرد.
- چارلز دوم (۱۶۶۰–۱۶۸۵)
- جیمز دوم (۱۶۸۵–۱۶۸۹)
- ویلیام سوم (۱۶۸۹–۱۷۰۲) و ماری دوم (۱۶۸۹–۱۶۹۴)

موقعیت پادشاه ایرلند توسط ویلیام سوم و جیمز دوم بین سالهای ۱۶۸۸ و ۱۶۹۱، پس از انقلاب شکوهمند در سال ۱۶۸۸ مورد رقابت قرار گرفت. با پیروزی او در نبرد بوین (بخشی از جنگ ویلیامی در ایرلند) تقویت شد.
- ملکه آن (۱۷۰۲–۱۷۱۴)
  - مصوبه‌های ۱۷۰۷ اتحاد انگلستان و اسکاتلند پادشاهی انگلستان و پادشاهی اسکاتلند را متحد کردند تا پادشاهی بریتانیای کبیر را تشکیل دهند. با این حال، پادشاهی ایرلند یک ایالت جداگانه باقی ماند.
- جرج یکم (۱۷۱۴–۱۷۲۷)
- جرج دوم (۱۷۲۷–۱۷۶۰)
- جرج سوم (۱۷۶۰–۱۸۰۰)

مصوبه‌های اتحاد ۱۸۰۰، که در واکنش به شورش ایرلندی ۱۷۹۸ ایجاد شد، پادشاهی متحد بریتانیای کبیر و ایرلند را ایجاد کرد.
- جرج سوم (۱۸۰۱–۱۸۲۰)
- جرج چهارم (۱۸۲۰–۱۸۳۰)
- ویلیام چهارم (۱۸۳۰–۱۸۳۷)
- ملکه ویکتوریا (۱۸۳۷–۱۹۰۱)
- ادوارد هفتم (۱۹۰۱–۱۹۱۰)
- جرج پنجم (۱۹۱۰–۱۹۲۲)

#### پادشاهاندولت آزاد ایرلندو ایرلند

نشان سلطنتی ایرلند - نشان ایرلند که در دوره پادشاهی ایرلند بر روی سکه‌ها و غیره استفاده می‌شد.

- جرج پنجم (۱۹۲۲–۱۹۳۶) (دولت آزاد ایرلند به یک قلمروی خودگردان امپراتوری بریتانیا تبدیل شد و متعاقباً در سال ۱۹۳۱، یک کشور مستقل قانونی شد)
- ادوارد هشتم (۱۹۳۶)
- احتمالاً جرج ششم (۱۹۳۶–۱۹۴۹)، که وضعیت آن کاهش یافته‌است.